# Талда (Онгудайський район)
Талда (рос. Талда) — село Онгудайського району, Республіка Алтай Росії. Входить до складу Тельгинського сільського поселення.
Населення — 117 осіб (2015 рік).